# تسمم بالباراسيتامول
التسمُّم بالباراسيتامول ويسمى أيضًا التسمُّم بالأسيتامينوفين، هو تسمُّمٌ يحدث بسبب الاستخدام المُفرِط لدواء الباراسيتامول (الأسيتامينوفين). يُعاني معظم الأشخاص من أعراضٍ غير محددة أو قليلة في أول 24 ساعةً بعد تناول الجرعة المفرطة (الزائدة)، وتشمل الشعور بالتعب وألمٍ في البطن والغثيان. يتبع ذلك عادةً يومين دون أيةِ أعراضٍ، ويحدث بعد ذلك اصفرارٌ في الجلد ومشاكلٌ في تخثر الدم وارتباك نتيجةً للفشل الكبدي. قد تحدث مضاعفاتٌ إضافية تتضمن الفشل الكلوي والتهاب البنكرياس ونقص سكر الدم وحماضٌ لاكتيكي. يتعافى معظم الأشخاص تمامًا خلال أسبوعين، هذا إذا لم تحدث الوفاة. قد تحدث الوفاة بعد 4 إلى 18 يومًا من التسمم في حال عدم تلقي أي علاج.
قد يحدث التسمم بالباراسيتامول عن طريق الخطأ أو محاولةٍ للانتحار. تُوجد عدة عوامل خطر للسميّة، تتضمن الكحولية وسوء التغذية وتناول بعض الأدوية الأخرى السامة للكبد. لا يحدث تلف الكبد من الباراسيتامول نفسه، ولكن من أحد مستقلَباته، وهو N-أسيتيل بارا بنزوكينون إيمين [الإنجليزية] (اختصارًا NAPQI). يُقلل هذا المُستقلَب من غلوتاثيون الكبد، كما يُدمر خلايا الكبد بشكلٍ مباشر. يعتمد التشخيص على مستوى الباراسيتامول في الدم خلال أوقاتٍ محددة بعد تناول الدواء. تُرسم هذه القيم غالبًا على مخطط معادلة ماثيو وروماك [الإنجليزية] لتحديد مستوى الخطر.
قد يتضمن العلاج استعمال الكربون النشط في حال تلقي المساعدة الطبية خلال فترةٍ قصيرةٍ من تناول الجرعة المفرطة. لا يُوصى بمحاولة إجبار الشخص على التقيؤ، ويُوصى بأخذ ترياق أسيتيل سيستئين إذا كانت هناك احتماليةٌ للتسمم. يُعطى الدواء عمومًا لمدة 24 ساعة على الأقل. قد تكون هناك حاجةٌ إلى رعايةٍ نفسيةٍ بعد الشفاء. إذا تضرر الكبد بشدة فقد تكون هناك حاجةٌ إلى عملية زراعة الكبد؛ وذلك اعتمادًا على انخفاض درجة حموضة الدم أو ارتفاع نسبة حمض اللاكتيك في الدم، أو ضعف تخثر الدم، أو حدوث اعتلالٍ دماغيٍ كبديٍ شديد. نادرًا ما يحدث الفشل الكبدي في حال تلقي العلاج مبكرًا. تحدث الوفاة في حوالي 0.1% من الحالات.
وُصف التسمم بالباراسيتامول للمرة الأولى في ستينيات القرن العشرين. تختلف معدلات التسمم بشكل كبيرٍ بين مناطق العالم، فمثلًا تحدث أكثر من 100,000 حالة في الولايات المتحدة سنويًا، أما في المملكة المتحدة فإنَّ الباراسيتامول هو الدواء المسؤول عن أكبرٍ عددٍ حالات الجرعات المفرطة. تحدث هذه الحالة في الأطفال الصغار غالبًا. يُعد الباراسيتامول السبب الأكثر شيوعًا للفشل الكبدي الحاد في الولايات المتحدة والمملكة المتحدة.

## العلامات والأعراض
تحدث علامات وأعراض التسمم بالباراسيتامول على ثلاث مراحل. تبدأ المرحلة الأولى خلال ساعاتٍ من الجرعة المفْرِطة، وتشمل الغثيان والقيء والشحوب والتعرق. على الرغم من هذا، إلا أنه غالبًا لا تظهر أي أعراضٍ محددةٍ على المريض خلال أول 24 ساعة من التسمم، أو قد تظهر أعراضٌ طفيفة فقط. قد يحدث في بعض الحالات النادرة، وخصوصًا إذا تعرض الشخص لجرعةٍ مفرطةٍ هائلة، أعراضُ الحماض الأيضي وغيبوبة وذلك في بداية مسار التسمم.
تحدث المرحلة الثانية بعد 24 إلى 72 ساعة من تناول الجرعة المفرطة، وتتضمن علامات تزايد تلف الكبد. يحدث تلف خلايا الكبد عمومًا؛ لأنها تستقلب الباراسيتامول. توجد بعض السمات المميزة في مرضيات خزعة الكبد، وتشمل مناطق من النخر المخثر في المنطقة الثالثة من العُنيبة كبديَّة [الإنجليزية] وحول الوريدات المركزية، لأنَّ الخلايا الكبديَّة هذه على تركيزاتٍ أعلى من إنزيمات سيتوكروم بي450 مقارنةً بالخلايا الكبديَّة في المنطقة الأولى المحيطة بالوريد البابي للعنيبة. تُظهر الخلايا الكبديَّة المتبقية القابلة للحياة في كثيرٍ من الأحيان إصابةً نفاخيَّة [الإنجليزية] وتنكس دهني. قد يُعاني الفرد من ألمٍ في الربع العلوي الأيمن من البطن. يؤدي تزايد تلف الكبد أيضًا إلى تغيير الواسمات الكيميائية الحيوية لوظيفة الكبد؛ أي ترتفع النسبة المعيارية الدوليَّة (INR) وناقلة أمين الألانين (ALT) وناقلة أمين الأسبارتات (AST) إلى مستوياتٍ غير طبيعية. قد يحدث أيضًا فشلٌ كلويٌ حادٌ خلال هذه المرحلة، وينتج عادةً عن المتلازمة الكبدية الكلوية أو متلازمة الاختلال العضوي المتعدد. قد يكون الفشل الكلوي الحاد في بعض الحالات هو المظهر السريري الأولي للتسمم، وقد اقُترح أنه في هذه الحالات يُنتج المستقلب السام في الكلى أكثر من الكبد.
تبدأ المرحلة الثالثة بعد 3 إلى 5 أيامٍ من المرحلة الثانية، وتتميز بمضاعفات النخر الكبدي الجَسيْم، والذي يؤدي إلى فشل الكبد الخاطف [الإنجليزية] مع مضاعفات عيوب التخثر ونقص سكر الدم والفشل الكلوي والاعتلال الدماغي الكبدي والوذمة الدماغيَّة والإنتان والفشل العضوي المتعدد ثم الوفاة. إذا تخطى الشخص المرحلة الثالثة، فإنَّ النخر الكبدي يُكمل مساره، وعادةً ما تعود وظائف الكلى والكبد إلى طبيعتها في غضون أسابيع قليلة. تختلف شدة التسمم بالباراسيتامول اعتمادًا على الجرعة وتلقي العلاج المناسب.

## الأسباب
تُعد الجرعة السامة من الباراسيتامول متغيرةٌ جدًا، ولكن بشكلٍ عام، فإنَّ الجرعة اليومية القصوى الموصى بها للبالغين الأصحاء هي 4 غرام. تؤدي الجرعات الأعلى إلى زيادة خطر السميّة. قد تؤدي الجرعات المفردة والتي تزيد عن 10 غرام أو 200 ملغم/كغم من الوزن في البالغين إلى احتمالية حدوث التسمم، كما قد يحدث التسمم إذا تجاوزت الجرعات الصغيرة المُتعددة خلال 24 ساعة هذه المستويات. إذا تلقى الشخص جرعة 1 غرام من الباراسيتامول أربع مراتٍ يوميًا لمدة أسبوعين، فإنه من المتوقع حدوث زيادة في ناقلة أمين الألانين في الكبد إلى حوالي ثلاثة أضعاف القيمة الطبيعية إجمالًا، ومن غير المحتمل حدوث فشلٍ كبديٍ بسبب هذه الجرعة. أظهرت الدراسات أنَّ تسمم الكبد الجسيم غير شائعٍ في المرضى الذين تناولوا جرعاتٍ أكبر من المعتاد لمدة 3 إلى 4 أيام. قد تؤدي جرعة 6 غرامات يوميًا لمدة 48 ساعة السابقة إلى حدوث التسمم في البالغين، أما عند الأطفال، فقد تُسبب الجرعات الحادة التي تزيد عن 200 ملغم/كغم إلى التسمم. نادرًا ما تؤدي الجرعات المفرطة الحادة من الباراسيتامول عند الأطفال إلى حدوث المرض أو الوفاة، ومن النادر جدًا أن يكون هناك مستوياتٌ لدى الأطفال تتطلب العلاج، حيث تكون الجرعات المزمنة الأكبر من المعتاد هي السبب الرئيسي للتسمم عند الأطفال.
يُعد التناول المُتعمد لجرعاتٍ مفرطة (التسمم الذاتي بقصد الانتحار) السبب الأبرز للتسمم بالباراسيتامول. بينت مراجعةٌ أجريت عام 2006م، بأنَّ الباراسيتامول هو المركب الأكثر تناولًا في الجرعات المفرطة المُتعمدة.
يحدث التسمم بالباراسيتامول أثناء الاستخدام الاعتيادي في حالاتٍ نادرة، وقد يكون هذا نتيجةً للفروق الفردية (التَّحْساس الذاتي) في تعبير ونشاط بعض الإنزيمات ضمن أحد المسارات الأيضية التي تتعامل مع الباراسيتامول.

### عوامل الخطر
هناك عدة عوامل يُحتمل أن تزيد من خطر الإصابة بالتسمم بالباراسيتامول. قد يؤدي استهلاك الكحول المُفرط المزمن إلى تحريض CYP2E1، وبالتالي زيادة السميَّة المحتملة للباراسيتامول. أظهرت إحدى الدراسات التي أجريت على مرضًى لديهم إصاباتٌ في الكبد، بأنَّ 64% منهم قد تناولوا أكثر من 80 غرامًا من الكحول يوميًا، بينما تناول 35% منهم 60 غرامًا يوميًا أو أقل. ناقش بعض علماء السموم السريرية ما إذا كان ينبغي اعتبار إدمان الكحول المُزمن ضمن عوامل الخطر.
يُعد الصوم من عوامل الخطر أيضًا، وذلك ربما بسبب استنفاد احتياطيات الغلوتاثيون في الكبد. الاستخدام المتزامن لمُحَرِّض CYP2E1 آيزونيازيد يزيد من خطر تسمم الكبد؛ وذلك على الرغم من أن ما إذا كان تحريض 2E1 مرتبطًا بتسمم الكبد في هذه الحالة غير واضح. ذُكر أيضًا أنَّ الاستخدام المتزامن للأدوية الأخرى التي تحرض إنزيمات CYP، مثل مضادات الصرع والتي تشمل الكاربامازيبين والفينيتوين والباربتيورات قد تكون من عوامل الخطر أيضًا.

## الفيزيولوجيا المرضية

المسارات الرئيسية لاستقلاب الباراسيتامول، حيث يظهر المسار المؤدي إلى NAPQI باللون الأحمر.

ثبت أنَّ الباراسيتامول آمنٌ عند تناوله بجرعاتٍ علاجيةٍ اعتياديَّة. يتحول غالبًا بعد الجرعة العلاجيَّة إلى مستقلباتٍ غير سامةٍ عبر المرحلة الثانية من الاستقلاب، وذلك عن طريق الاقتران مع الكبريتات والغلوكورونيد [الإنجليزية]، مع أكسدة جزءٍ صغيرٍ عبر نظام إنزيم السيتوكروم P450. تحوّل سيتوكرومات P450، وهيَّ 2E1 و3A4، حوالي 5% من الباراسيتامول إلى مستقلبٍ متوسطٍ شديد التفاعل، وهو N-أسيتيل بارا بنزوكينون إيمين [الإنجليزية] (اختصارًا NAPQI). تُزال سميَّة الNAPQI في الحالات الطبيعيَّة عبر الاقتران مع الغلوتاثيون لتكوين مركبات السيسْتين وحمض الميركابتوريك [الإنجليزية].
أما في حالات الجرعة المفرطة من الباراسيتامول، فإنَّ مسارات الكبريتات والغلوكورونيد تصبح مشبعةً، ويحوّل المزيد من الباراسيتامول إلى نظام السيتوكروم P450 لإنتاج الNAPQI. نتيجةً لذلك، تستنفذ الإمدادات الخلوية الكبدية من الغلوتاثيون، حيث أنَّ الطلب على الغلوتاثيون أعلى من تجدده. لذلك يظل NAPQI بشكله السام في الكبد ويتفاعل مع جزيئات الغشاء الخلوي، مما يؤدي إلى تلف واسعٍ في الخلايا الكبدية ثم موتها، مسببًا نخرًا حادًا في الكبد. أظهرت الدراسات التي أجريت على الحيوانات، بأنه يجب استنفاذ مخزون الغلوتاثيون في الكبد إلى أقل من 70% من المستويات الطبيعية قبل حدوث تسمم الكبد.

## التشخيص
يُعد وجود معلوماتٍ عن تناول الشخص للباراسيتامول دقيقًا إلى حدٍ ما للتشخيص. أكثر الطرق فعاليةً لتشخيص التسمم هي الحصول على مستوى الباراسيتامول في الدم. طور مُخطط معادلة [الإنجليزية] الدواء في عام 1975، ويُطلق عليه اسم مخطط معادلة ماثيو وروماك [الإنجليزية]، حيث يقدر مخاطر التسمم بناءً على تركيز الباراسيتامول في مصل الدم خلال عددٍ معينٍ من الساعات بعد الابتلاع. لتحديد خطر حدوث تسمم الكبد، يُتتبع مستوى الباراسيتامول على طول مخطط المعادلة، ويُعد هذا الأسلوب أفضل علامةً تشير إلى احتمالية إصابة الكبد. قد يقلل مستوى الباراسيتامول الذي يُسحب في الساعات الأربع الأولى بعد الابتلاع من الكمية الموجودة في الجسم؛ وذلك لأنَّ الباراسيتامول قد لا يزال في طور الامتصاص من القناة الهضميَّة. لذلك، لا يُنصح بأخذ المستوى المصلي للباراسيتامول قبل 4 ساعات.
قد تظهر العلامات السريريَّة أو الكيميائية الحيوية لتسمم الكبد في غضون يومٍ إلى أربعة أيام، وذلك على الرغم من أنه في الحالات الشديدة، قد تظهر خلال 12 ساعة. قد يكون هُناك إيلامٌ في الرُبع العلوي الأيمن من البطن، مما يُساعد في التشخيص. قد تظهر الفحوصات المخبريَّة دليلًا على نخر الكبد مع ارتفاع ناقلة أمين الأسبارتات (AST)، ناقلة أمين الألانين (ALT)، البيليروبين، بالإضافة إلى طول زمن التخثر، وخصوصًا ارتفاع زمن البروثرومبين. يُمكن تشخيص تسمم الكبد بسبب جرعةٍ مفرطةٍ من الباراسيتامول عندما تتجاوز ناقلة أمين الأسبارتات وأمين الألانين 1000 وحدةٍ دولية لكل لتر، كما قد تتجاوز 10,000 وحدة دولية لكل لترٍ في بعض الحالات.

### الاكتشاف في سوائل الجسم
يمكن تحديد كمية الباراسيتامول في الدم أو البلازما أو البول لتكون أداةً تشخيصيةً في حالات التسمم السريري أو للمساعدة في التحقيقات الطبيَّة القانونيَّة للوفيات المشبوهة. عادةً ما تصل ذروة التركيز في مصل الدم بعد جرعةٍ نموذجيةٍ من الباراسيتامول إلى أقل من 30 ملغم/لتر، وهو ما يعادل 200 ميكرومول/لتر. غالبًا ما يُلاحظ أنَّ المستويات تكون 30-300 ملغم/لتر (200-2000 ميكرومول/لتر) في حالات الجرعة المفرطة. أما بعد الوفاة في الأشخاص الذين يموتون بسبب جرعةٍ مفرطةٍ حادة فتتراوح مستويات الدم بين 50 إلى 400 ملغم/لتر. تستعمل حاليًا تقنيات قياس اللون [الإنجليزية] الآليَّة، والاستشراب الغازي، والاستشراب السَّائل، للتحليل المخبري للدواء في العينات الفيزيولوجيَّة.

## الوقاية

### تقييد التوافر
حاولت بعض الدول تقييد توافر أقراص الباراسيتامول. في المملكة المتحدة، تقتصر مبيعات الباراسيتامول دون وصفةٍ طبيةٍ على عبواتٍ تحتوي على 32 قرصًا من عيار 500 ميليغرام في الصيدليات، أما في المنافذ الأخرى فتحتوي على 16 قرصًا من عيار 500 ميليغرام. يستطيع الصيادلة توفير ما يصل إلى 100 قرصٍ للأشخاص الذين يعانون من حالاتٍ مزمنة، وذلك حسب تقدير الصيدلي. في أيرلندا، فإنَّ العبوات تحتوي 24 قرصًا في الصيدليات و12 قرصًا في المنافذ الأخرى. تشير دراسةٌ لاحقة أنَّ انخفاض التوافر بأعدادٍ كبيرة كان له تأثيرٌ كبيرٌ في تقليل وفيات التسمم الناجمة عن جرعةٍ مفرطةٍ من الباراسيتامول.
إحدى طرق الوقاية المقترحة هي جعل الباراسيتامول دواءً يُصرف بوصفةٍ طبيةٍ فقط، أو إزالته بالكامل من السوق. ولكنَّ تناول جرعة مفرطة من الباراسيتامول هي مشكلةٌ بسيطةٌ نسبيٍا، فمثلًا، يُعاني 0.08% من سكان المملكة المتحدة (أكثر من 50 ألف شخص) من جرعةٍ مفرطةٍ من الباراسيتامول سنويًا، وفي المقابل، فإنه يُعد دواءً آمنًا وفعالًا، ويتناوله ملايين الأشخاص دون مضاعفات. إضافةً لذلك، فإنَّ أدوية تخفيف الألم البديلة مثل الأسبرين تكون أكثر سميَّة عند تناول جرعات مفرطة، في حين أنَّ الأدوية اللاستيرويديَّة المضادة للالتهاب ترتبط بآثار جانبية أكثر بعد الاستخدام العادي.

### الدمج مع موادٍ أخرى
إحدى الإستراتيجيات المتبعة للحد من الأضرار الناجمة عن الجرعات المفرطة هي بيع الباراسيتامول المركب مسبقًا في أقراصٍ إما مع مُقيِّء أو دِرْياق. مثلًا يباعُ في المملكة المتحدة قرصُ بارادوت (Paradote) وهو يجمعُ بين 500 ميليغرام من الباراسيتامول مع 100 ميليغرام من الميثيونين، وهو حمضٌ أميني كان يستخدم سابقًا في علاج الجرعات المفرطة من الباراسيتامول.
لا تتوفر دراساتٌ حتى الآن حول فعالية الباراسيتامول عند إعطائه مركبًا مع الدرْياق الأكثر استخدامًا، وهو أسيتيل سيستئين.
تشير الدراسات أنَّ الكالسيتريول، وهو المسْتقْلب النشط لفيتامين D3، يعمل محفزًا لإنتاج الغلوتاثيون. وجد أنَّ الكالسيتريول يزيدُ من مستويات الغلوتاثيون في المزارع الأوليَّة للخلايا النجميَّة للجُرْذان بنسبة 42%، مما يزيدُ من تركيزات بروتين الغلوتاثيون من 29 نانومول/غرام إلى 41 نانومول/غرام، وذلك بعد 24 و48 ساعة من إعطائه، كما استمر في التأثير على مستويات الغلوتاثيون بعد 96 ساعة من الإعطاء. وقد اقُترح أنَّ الإعطاء المشترك للكالسيتريول، عن طريق الحقن، قد يُساعد في تحسين نتائج العلاج.

### بدائل الباراسيتامول
صُنّع طليعة الدَّواء إستر الباراسيتامول والذي يحتوي حمض البيروغلوتاميك (اختصارًا PGA)، وهو طليعة مصنعة حيويًا للغلوتاثيون؛ بهدف تقليل تسمم الكبد بالباراسيتامول وتحسين التوافر الحيوي. أظهرت دراسات علم السموم على إسترات الباراسيتامول المختلفة أنَّ مركب كاربوكسيلات إل-5-أكسو-بيروليدين-2-باراسيتامول (الاسم العلمي: L-5-oxo-pyrrolidine-2-paracetamol carboxylate) يقلل من السميَّة بعد إعطاء جرعة مفرطة من الباراسيتامول للفئران. يُمكن مقارنة قيم غلوتاثيون الكبد في الفئران المحفزة بالحقن داخل الصفاق للإستر مع مستويات الغلوتاثيون المسجلة في المجموعة المرجعيَّة من الفئران غير المعالجة. أظهرت مجموعة الفئران التي عولجت بجرعةٍ مكافئةٍ من الباراسيتامول انخفاضًا ملحوظًا في الغلوتاثيون بنسبة 35% (كانت القيمة الاحتمالية<0.01 مقارنةً بالمجموعة المرجعيَّة غير المعالجة). وجد أنَّ الجرعة المميتة الوسطية للإعطاء الفموي تتجاوز 2000 ميليغرام لكل كيلوغرام، بينما كانت في الإعطاء داخل الصفاق 1900 ميليغرام لكل كيلوغرام. تظهر هذه النتائج، إضافةً إلى بيانات التحلل المائي والتوافر الحيوي الجيدة، أن هذا الإستر هو مرشح محتمل ليكون طليعة دَّواء للباراسيتامول.

## العلاج

### التطهير المعدي المعوي
يُعد التطهير المعدي المعوي العلاج الأولي للجرعة المفرطة من البارسيتامول في البالغين. يكتمل امتصاص الباراسيتامول من الجهاز الهضمي خلال ساعتين في الظروف الاعتياديَّة، لذلك فإنَّ عملية التطهير تكون مفيدةً للغاية إذا أُجريت خلال هذا الإطار الزمني. كما يُمكن أيضًا استعمال غسل المعدة، إذا كانت الكمية المتناولة مُهددةً للحياة، ويمكن تنفيذ هذا الإجراء في غضون 60 دقيقة من الابتلاع. يُعد استخدام الفحْم المُنشَّط الإجراء الأكثر شيوعًا في التطهير المعدي المعوي؛ وذلك لأنه يمتص الباراسيتامول بكفاءة، وبالتالي يقلل من امتصاصه في الجهاز الهضمي. يكون خطر الشفط في الفحم المنشط أقل من غسل المعدة.
تُشير المصادر أنَّ الفائدة القصوى من الفحم المُنشَّط تتحقق إذا أعطيَّ خلال 30 دقيقة إلى ساعتين من الابتلاع. يؤخذ بعين الاعتبار بأنه يمكن إعطاء الفحم المنشط بعد أكثر من ساعتين في المرضى الذين قد يكون لديهم تأخرٌ في إفراغ المعدة بسبب تناول أدوية أخرى أو بعد تناول مستحضرات الباراسيتامول مستديمة أو آجلة التحرر. ينبغي أيضًا استخدام الفحم المنشط إذا كان تناول الباراسيتامول مع أدويةٍ أخرى يحتاج إلى تطهيرٍ معدي معوي. كان هناك إحجامٌ عن إعطاء الفحم المنشط مع الجرعات المفرطة من البارسيتامول؛ وذلك كونه قد يمتص أيضًا الدرْياق الفموي أسيتيل السيستئين. قد أظهرت الدراسات أنَّ الجسم يمتص كميةً أقل من أسيتيل السيستئين بنسبة 39% عندما يُتناوَلا معًا. هناك توصياتٌ متضاربة بشأن تعديل الجرعات الفمويَّة من أسيتيل السيستئين بعد إعطاء الفحم المنشط، وحتى ما إذا كانت جرعات أسيتيل السيستئين بحاجةٍ إلى التعديل أصلًا. لا يُوجد أي تفاعل بين الجرعات الوريديَّة من أسيتيل السيستئين مع الفحم المنشط.
لا يُوجد أي فائدةٍ من إحداث القيء باستخدام شراب عرق الذهب مع الجرعة المفرطة من البارسيتامول؛ لأنَّ القيء يؤدي إلى تأخر الإعطاء الفموي الفعّال للفحم المنشط وأسيتيل السيستئين. تعد إصابة الكبد نادرةً جدًا بعد التناول العرضي الحاد لدى الأطفال دون سن 6 سنوات. لا يحتاج الأطفال الذين تعرضوا عرضيًا إلى التطهير المعدي المعوي، سواءً عن طريق غسل المعدة أو الفحم المنشط أو شراب عرق الذهب.

### أسيتيل السيستئين

يستعمل أسيتيل السيستئين درياقًا في التسمم بالباراسيتامول

يعمل أسيتيل السيستئين (اختصارًا NAC) على تقليل سميَّة الباراسيتامول عبر تجديد مخزون الجسم من الغلوتاثيون المضاد للأكسدة، والذي يتفاعل بدوره مع مستقلب NAPQI السَّام بحيث لا يلحق أي ضررٍ بالخلايا ويمكن إخراجه بأمان. يُعطى هذا الأسيتيل عادةً بعد مخططٍ [الإنجليزية] علاجيٍ (واحد للمرضى الذين لديهم عوامل الخطر، وآخرٌ لأولئك الذين ليس لديهم)، ولكنَّ لم يعد يُوصى باستعمال هذا المخطط؛ لأنَّ قاعدة الأدلة الداعمة لاستخدام عوامل الخطر كانت ضعيفةً وغير متسقةٍ، كما أنَّ العديد من عوامل الخطر غير دقيقةٍ ويصعب تحديدها بدرجةٍ كافيةٍ في الممارسة السريريَّة. استُخدم أيضًا السيستامين والميثيونين لمنع السميَّة الكبديَّة، وذلك على الرغم من أنَّ الدراسات تشير إلى أن كلاهما يرتبط بآثارٍ ضائرة أكثر من أسيتيل السيستئين. كما قد ثبت أنَّ أسيتيل السيستئين هو الدرياق الأكثر فعاليةً، خاصةً في المرضى الذين يطلبون المساعدة الطبيَّة بعد أكثر من 8 ساعات من تناول الباراسيتامول
إذا طلب الشخص المساعدة الطبيَّة بعد أقل من ثماني ساعاتٍ لتناوله جرعةً مفرطةً من الباراسيتامول؛ فإنَّ أسيتيل السيستئين يقلل بشكلٍ كبيرٍ من خطر حدوث السميَّة الكبديَّة، مما يضمن بقاء الشخص حيًّا. أما إذا أُخذ هذا الأسيتيل بعد أكثر من 8 ساعات من تناول الباراسيتامول، فيكون هناك انخفاضٌ حادٌ في فعاليته؛ لأنَّ سلسلة تسمم الكبد تكون قد بدأت بالفعل، كما يزداد بشكلٍ كبيرٍ خطر النخر الكبدي الحاد والوفاة. يكون أسيتيل السيستئين أكثر فعاليةً إذا أعطيَّ مبكرًا، إلا أنه لا يزال له تأثيراتٌ مفيدةٌ إذا أعطيَّ متأخرًا بعد مرور 48 ساعة على تناول الباراسيتامول. إذا طُلبت المساعدة الطبيَّة بعد أكثر من ثماني ساعاتٍ من تناول الجرعة المفرطة من الباراسيتامول، فإنَّ الفحم المنشَّط ليس مفيدًا، ويؤخذ أسيتيل السيستئين فورًا. وفي حالات طلب المساعدة مبكرًا، فإنه يُمكن إعطاء الفحم المنشَّط عند وصول المريض، ويُبدأ بأسيتيل السيستئين حتى ظهور نتائج مستوى الباراسيتامول من المختبر.
حسب الممارسات الطبيَّة في الولايات المتحدة، فإنَّ إعطاء أسيتيل السيستئين وريديًّا أو فمويًّا يكون فعالًا وآمنًا بنفس القدر، وذلك إذا أُعطيَّ خلال 8 ساعاتٍ من تناول الجرعة المفرطة. أما في الممارسات الأستراليَّة والبريطانيَّة فيوصى بالإعطاء الوريدي فقط. تُعطى جرعة تحميل أسيتيل السيستئين فمويًّا بمقدار 140 ملغم/كغم تليها 70 ملغم/كغم كل أربع ساعاتٍ لمدة 17 جرعة إضافيَّة، وإذا تقيأ المريض خلال ساعةٍ واحدة من الجرعة، فيجب تكرارها. قد لا يتحمل الشخص تناول أسيتيل السيستئين عبر الفم، وذلك لمذاقه السيء ورائحته الكريهة وإحداثه للغثيان والقيء. إذا كان من الموصى استعمال جرعاتٍ متكررةٍ من الفحم بسبب تناول دواءٍ آخر، فإنه يجب أن تكون الجرعات اللاحقة من الفحم وأسيتيل السيستئين متداخلة.
يُعطى أسيتيل السيستئين بالتسريب الوريدي المستمر لمدة 20 ساعة بجرعةٍ إجماليةٍ قدرها 300 ملغم/كغم، حيث يتضمن العلاج الموصى به تسريب جرعة تحميل قدرها 150 ملغم/كغم على مدى 15-60 دقيقة، يليها تسريب 50 ملغم/كغم على مدى أربع ساعات، وآخر 100 ملغم/كغم تُعطى خلال ال16 ساعة المتبقية من البروتوكول. يُساعد الإعطاء الوريدي على تقليل مدة الإقامة في المستشفى، وزيادة راحة الطبيب والمريض، إضافةً للسماح بإعطاء الفحم المنشَّط لتقليل امتصاص كلٍ من الباراسيتامول وأي أدويةٍ أُخرى تناولها الشخص معًا دون الخوف من التداخل مع أسيتيل السيستئين عبر الفم. تختلف الجرعات الوريديَّة حسب الوزن، خاصةً عند الأطفال. بالنسبة للمرضى الذين يقل وزنهم عن 20 كغم، تبلغ جرعة التحميل 150 ملغم/كغم في 3 مل/كغم مُخَفِّف، وتُعطى على مدى 60 دقيقة، والجرعة الثانية هي 50 ملغم/كغم في 7 مل/كغم مخفف على مدى 4 ساعات، والجرعة الثالثة والأخيرة هي 100 ملغم/كغم في 14 مل/كغم مخفف على مدى 16 ساعة. اقترحت أنظمة تحديد الجرعة هذه؛ بسبب خطر الأحداث الضائرة واختلالات الكهارل وزيحان السوائل المرتبطة بجرعاتٍ كبيرةٍ من أسيتيل السيستئين. حتى الآن لم تلاحظ أي زيادةٍ في خطر الإصابة أو الفشل الكبدي مع استراتيجية تحديد الجرعة هذه.
قد يسبب العلاج بأسيتيل السيستئين بعض الآثار الضائرة، وأكثرها شيوعًا هو التفاعل التأقانيّ، ويظهر عادةً على شكل طفحٍ جلدي أو أزيزٍ أو انخفاضٍ طفيفٍ في ضغط الدم. تحدث هذه الآثار عادةً في الأشخاص الذين يعالجون بأسيتيل السيستئين وريديًا بنسبةٍ تصل إلى 20% من المرضى. يُرجح بأنَّ التفاعلات التأقانيَّة تحدث غالبًا مع أول تسريبٍ وريدي (جرعة التحميل)، وفي بعض الحالات النادرة، قد تحدث تفاعلاتٌ حادةٌ تهدد حياة الأفراد المهيئين، مثل المرضى الذين يعانون من الربو أو التهاب الجلد التأتبي، وقد تتمثلُ بضائقةٍ تنفسيَّّة وتورمٍ وجهي، كما قد تصل إلى الموت.
أما إذا حدث تفاعل تأقانيّ، فيتم إيقاف أو إبطاء أسيتيل السيستئين مؤقتًا، ويعطى الشخص مضاد الهستامين وغيرها من أساليب الرعاية الداعمة. فمثلًا، قد تعطى ناهضات بيتا الرذاذيَّة مثل السالبوتامول في حالة حدوث تشنج قصبي شديد (أو بشكلٍ وقائي في المرضى الذين لديهم تاريخٌ من التشنج القصبي الثانوي لأسيتيل السيستئين). ومن المهم أيضًا مراقبة السوائل والكهارل بشكلٍ دقيق.

### زراعة الكبد
تُعد زراعة الكبد مطلبًا أساسيًا في الأشخاص الذين يصابون بفشلٍ كبديٍ حاد أو من يُتوقع موتهم بسبب فشلٍ كبدي. تُجرى عمليات زراعة الكبد في مراكز متخصصة، كما طُورت أكثر المعايير استخدامًا في زراعة الكبد بواسطة أطباء مستشفى كلية كينجز في لندن. يُوصى بإجراء الزراعة للمرضى الذين تكون درجة حموضة (pH) الدم الشرياني لديهم أقل من 7.3 بعد إعطاء السوائل أو إذا كان المريض يُعاني من اعتلالٍ دماغيٍ من الدرجة الثالثة أو الرابعة، وزمن البروثرومبين أكبر من 100 ثانية، وكرياتينين المصل أكبر من 300 ميلِّي مول/لتر خلال فترة 24 ساعة. استخدمت أساليب أُخرى لدعم الكبد، ومنها زراعة الكبد الجزئيَّة. تُساعد هذه الطرق في دعم المريض أثناء تجديد الكبد. عند عودة وظائف الكبد إلى مستوياتها الطبيعيَّة، فإنَّ المريض يبدأ بتناول الأدوية المثبطة للمناعة، كما يُلزم المريض بتناولها لبقية حياته.

## المآل
يزداد معدل الوفاة بسبب جرعةٍ مفرطةٍ من الباراسيتامول بعد يومين من تناوله، ويصل إلى الحد الأقصى في اليوم الرابع، ثم ينخفض تدريجيًا. يُعد الحماض المؤشر الوحيد الأكثر أهمية للوفاة المُحتملة والحاجة إلى الزراعة، حيث وُثق معدل وفاة بنسبة 95% بدون زراعة في المرضى الذين لديهم درجة حموضة أقل من 7.30. توجد مؤشراتٌ أُخرى لسوء المآل، وتتضمن مرض الكلى المزمن (المرحلة 3 أو ما هو أسوأ)، أو الاعتلال الدماغي الكبدي، أو ارتفاع وقت البروثومبين بشكلٍ ملحوظ، أو ارتفاع مستوى حمض اللاكتيك في الدم (الحماض اللاكتيكي). أظهرت إحدى الدراسات أنَّ مستوى العامل الخامس أقل من 10% من المستوى الطبيعي يُشير إلى مآل سيئٍ (وفاة بنسبة 91%)، في حين أنَّ نسبة العامل الثامن إلى العامل الخامس أقل من 30 تشير إلى مآلٍ جيد (البقاء على قيد الحياة بنسبة 100%). عادةً ما يُحدد المرضى ذوي المآل السيّئ لاحتمال خضوعهم لزراعة الكبد. أما المرضى الذين يعبرون هذه المرحلة (لأي لا يموتون)، فإنهم يتعافون بشكلٍ كامل ويعيشون بمتوسط عمر متوقع طبيعي وجودة حياة طبيعية.

## الوبائيات
تحتوي العديد من الأدوية المتاحة دون وصفةٍ طبية والأدوية بوصفةٍ فقط على الباراسيتامول، مما يجعله متوافرًا على نطاقٍ واسعٍ مع سميّةٍ عاليةٍ نسبيًا (مقارنةً بالإيبوبروفين والأسبرين)، لذلك تكون احتمالية فرط الجرعة أعلى بكثير. يعتبر التسمم بالباراسيتامول من أكثر أسباب التسمم شيوعًا عالميًا، فمثلًا هو السبب الأكثر شيوعًا لفرط جرعات الدواء في الولايات المتحدة والمملكة المتحدة وأستراليا ونيوزيلندا، كما يعد السبب الأكثر شيوعًا للفشل الكبدي الحاد في كلٍ من الولايات المتحدة والمملكة المتحدة.
وُثقَّ في إنجلترا وويلز حوالي 41,200 حالة تسمم بالباراسيتامول في الفترة من 1989 إلى 1990، مع معدل وفاةٍ 0.40%. وتشير التقديرات أنَّ ما بين 150 إلى 200 حالة وفاة و15 إلى 20 عملية زراعة كبد تحدث نتيجةٍ لهذا التسمم سنويًا في إنجلترا وويلز. تتلقى مراكز مكافحة السموم في الولايات المتحدة اتصالاتٍ حول فرط جرعة الباراسيتامول أكثر من أي مادةٍ دوائيَّةٍ أُخرى، وهو ما يمثل أكثر من 100,000 اتصال، إضافةً إلى 56,000 زيارة لقسم الطوارئ، و2,600 حالة دخول إلى المستشفى، و458 حالة وفاة بسبب الفشل الكبدي الحاد سنويًا. وجدت دراسةٌ لحالات الفشل الكبدي الحاد بين نوفمبر/تشرين الثاني 2000 وأكتوبر/تشرين الأول 2004 من قبل مراكز السيطرة على الأمراض والوقاية منها في الولايات المتحدة أنَّ الباراسيتامول كان السبب في 41% من جميع الحالات لدى البالغين، و25% من الحالات لدى الأطفال.

### فهرس الإحالات
بالإنكليزيةمرتبة حسب موضع ورودها
المنشورات
1. 1 2  Woolley (2017), p. 330.
2. 1 2 3 4 5 6 7 8 9 10 11 12 13 14 15 16 17 18  Ferri (2017), p. 11.
3. ↑  Proudfoot (1970), p. 557–558.
4. ↑  Ferner (2017), p. 1-9.
5. ↑  
Chun (2009), p. 342-349.
6. 1 2 3 4 5  Webb (2016), p. 1518.
7. 1 2  Prout (2014), p. 166.
8. ↑  Yamada (2009), p. PT4008[بحاجة لدقة أكثر].
9. 1 2  FerRyder (2001), p. 290-292.
10. 1 2 3  Rumack (1975), p. 871-876.
11. ↑  [a] Zezulka (1982), p. 851-852.
[b] Roth (1999), p. 452-456.
12. 1 2 3  Heard (2008), p. 285-292.
13. ↑  Boutis (2001), p. 441–445.
14. ↑  Linden (1984), p. 103–119.
15. 1 2 3  Dart (2006), p. 1–18.
16. 1 2 3 4 5 6 7 8 9 10 11 12 13 14  Daly (2008), p. 296–301.
17. ↑  Watkins (2006), p. 87–93.
18. ↑  Dart (2007), p. 1219–1230.
19. ↑  Daly (2004), p. 393–398.
20. ↑  Tenenbein (2004), p. 145–148.
21. 1 2  Gunnell (2000), p. 313–326.
22. ↑  Kapur (2006), p. 302–312.
23. ↑  Vuppalanchi (2007), p. 558–562.
24. ↑  Zimmerman (1995), p. 767–773.
25. ↑  [a] Dargan (2002), p. 625-632.
[b] Buckley (2002), p. 619-624.
[c] Schmidt (2002), p. 876-882.
26. ↑  [a] Crippin (1993), p. 590-592.
[b] Nolan (1994), p. 408–411.
27. ↑  Bray (1992), p. 265–270.
28. 1 2  Richardson (2000), p. 285–291.
29. ↑  Rumbeiha (1995), p. 1529-1533.
30. ↑  Corcoran (1980), p. 536-442.
31. 1 2  Mitchell (1973), p. 211-217.
32. ↑  Dai1995, p. 1497-1505.
33. ↑  Camilleri (2015), p. 679-684.
34. ↑  Bartlett (2004), p. 281-283.
35. ↑  Jones (2000), p. 14-21.
36. ↑  [a] Shihana (2000), p. 42–46.
[b] Baselt (2011), p. 9-12.
37. ↑  [a] Hughes (2003), p. 307-310.
[b] Sheen (2002), p. 609-619.
38. ↑  Ryder (2001), p. 212-214.
39. 1 2 3  Dargan (2003), p. 154-157.
40. ↑  Jones (2002), p. 245-257.
41. ↑  Heptonstall (2006), p. 795.
42. ↑  Wion (2002), p. 100-105.
43. ↑  Garcion1999, p. 859–866.
44. ↑  Bousquet (1996), p. 479-485.
45. ↑  Kulig (2004), p. 933-943.
46. ↑  Spiller (2007), p. 141-144.
47. 1 2  Chiew (2018), p. [بحاجة لرقم الصفحة].
48. 1 2  Buckley (1999), p. 753-757.
49. ↑  Isbister (2001), p. 169-172.
50. ↑  Renzi (1985), p. 568-572.
51. 1 2  Ekins (1987), p. 568-572.
52. ↑  Spiller (1994), p. 519-523.
53. ↑  Piperno (1976), p. 738-739.
54. ↑  Mant (1984), p. 217-219.
55. ↑  Alsalim (2003), p. 366-367.
56. ↑  Keays (1991), p. 1026-1029.
57. 1 2  Kanter (2006), p. 1821-1827.
58. ↑  Schwarz (2014), p. 79–80.
59. ↑  Selvan (2007), p. 482-484.
60. ↑  Woo (2000), p. 363-368.
61. ↑  Buckley (1999a), p. 759-767.
62. ↑  Baum (2021), p. 241–249.
63. 1 2  Buckley (2005), p. 1738–1744.
64. ↑  [a] Appelboam (2002), p. 594-59.
[b] Dalhoff (2001), p. 87–91.
65. ↑  [a] Bailey (1998), p. 710-715.
[b] Prescott (1977), p. 432-434.
66. 1 2 3  O’grady (1989), p. 439-445.
67. ↑  [a] Jaeck (2002), p. 88–91.
[b] Lodge (2008), p. 238-249.
68. ↑  Bernal (2002), p. 558-563.
69. ↑  Pereira (1992), p. 98-102.
70. ↑  Ding (2008), p. 723-729.
71. ↑  Dillon (2002), p. 609-619.
72. ↑  Hawkins (2007), p. 465-479.
73. ↑  Larson (2005), p. 1364-1372.
74. ↑  Lee (2004), p. 6-9.
75. ↑  Bower (2007), p. 2459-2463.

الوب
1. ↑  "LiverTox: Clinical and Research Information on Drug-Induced Liver Injury - Acute Hepatic Necrosis". National Institute of Diabetes and Digestive and Kidney Diseases (بالإنجليزية). PMID:31689035. Archived from the original on 2024-04-02. Retrieved 2024-11-28.
2. ↑  [a] "Drug Safety and Availability - Notice to Industry: Final Guidance for Over-the-Counter Products that Contain Acetaminophen". U.S. Food and Drug Administration (بالإنجليزية). Archived from the original on 2017-07-22. Retrieved 2017-08-22.
[b] "Paracetamol for adults: painkiller to treat aches, pains and fever". National Health Service - United Kingdom (بالإنجليزية). Archived from the original on 2017-08-22. Retrieved 2017-08-22.
3. 1 2 3 4  Sweety Mehta (Aug 2012). "Metabolism of Paracetamol (Acetaminophen), Acetanilide and Phenacetin". PharmaXChange.info (بالإنجليزية). Archived from the original on 2012-08-30. Retrieved 2024-12-04.
4. 1 2 3 4  Susan E. Farrell. "Toxicity, Acetaminophen". eMedicine (بالإنجليزية). Archived from the original on 2008-10-29. Retrieved 2024-12-05.
5. ↑  Gunnell D, Hawton K, Bennewith O, Cooper J, Simkin S, Donovan J, Evans J, Longson D, O'Connor S, Kapur N (Oct 2013). "A multicentre programme of clinical and public health research in support of the National Suicide Prevention Strategy for England: 3. Studies to evaluate the impact of the 1998 UK legislation restricting pack sizes of paracetamol". NIHR Journals Library (بالإنجليزية). Archived from the original on 2020-11-01. Retrieved 2023-09-29.
6. ↑  Matthew Chang (04-2009). "Acetaminophen in Combination With N-Acetylcysteine (NAC) Versus Placebo in Treating Fever". ClinicalTrials (بالإنجليزية). Archived from the original on 19-10-2012. Retrieved 17-11-2012. {{استشهاد ويب}}: تحقق من التاريخ في: |تاريخ= (help)
7. 1 2  Barry H. Rumack. "Acetaminophen Overdose and NAC Dosing: Calculates PO/IV NAC dosing for acetaminophen overdose (and nomogram to determine toxic 4 hour level)" (بالإنجليزية). MDCalc. Archived from the original on 2014-02-04. Retrieved 2014-02-10.

بالعربية
1. ↑  {{ترقيم استشهادات|نمط=محرف عربي
|م1=عمارة (2009)، ص. 201.

|م2= غولديكر (2017)، ص. 48.
2. ↑  القشيري (2011)، ص. 70.
}}

### معلومات المراجع كاملة
المقالات المحكمة
بالإنجليزية
- A. T. Proudfoot; N. Wright (1970). "Acute paracetamol poisoning". The BMJ (بالإنجليزية). 3 (5722): 557–558. DOI:10.1136/BMJ.3.5722.557. ISSN:0959-8138. OCLC:5856301453. PMC:1701561. PMID:5311516. QID:Q71141859.
- J. R. Mitchell; D. J. Jollow; W. Z. Potter; J. R. Gillette; B. B. Brodie (1973). "Acetaminophen-induced hepatic necrosis. IV. Protective role of glutathione". Journal of Pharmacology and Experimental Therapeutics (بالإنجليزية). 187 (1): 211–217. ISSN:0022-3565. OCLC:104983671. PMID:4746329. QID:Q34218007.
- B. H. Rumack; Henry Matthew (1975). "Acetaminophen poisoning and toxicity". Pediatrics (بالإنجليزية). 55 (6): 871–876. ISSN:0031-4005. OCLC:9683170431. PMID:1134886. S2CID:45739342. QID:Q33946394.
- Elliot Piperno; Daniel A. Berssenbruegge (1976). "Reversal of experimental paracetamol toxicosis with N-acetylcysteine". The Lancet (بالإنجليزية). 2 (7988): 738–739. DOI:10.1016/S0140-6736(76)90030-1. ISSN:0140-6736. OCLC:116174501. PMID:61415. S2CID:34716320. QID:Q55062321.
- Elliot Piperno; Daniel A. Berssenbruegge (1976). "Reversal of experimental paracetamol toxicosis with N-acetylcysteine". The Lancet (بالإنجليزية). 2 (7988): 738–739. DOI:10.1016/S0140-6736(76)90030-1. ISSN:0140-6736. OCLC:116174501. PMID:61415. S2CID:34716320. QID:Q55062321.
- L. F. Prescott; J. Park; A. Ballantyne; P. Adriaenssens; A. T. Proudfoot (1977). "Treatment of paracetamol (acetaminophen) poisoning with N-acetylcysteine". The Lancet (بالإنجليزية). 2 (8035): 432–434. DOI:10.1016/S0140-6736(77)90612-2. ISSN:0140-6736. OCLC:114559899. PMID:70646. S2CID:44770287. QID:Q34277808.
- G. B. Corcoran; J. R. Mitchell; Y. N. Vaishnav; E. C. Horning (1980). "Evidence that acetaminophen and N-hydroxyacetaminophen form a common arylating intermediate, N-acetyl-p-benzoquinoneimine". Molecular Pharmacology (بالإنجليزية). 18 (3): 536–542. ISSN:0026-895X. OCLC:115435612. PMID:7464816. QID:Q34288087.
- A. Zezulka; N. Wright (1982). "Severe metabolic acidosis early in paracetamol poisoning". The BMJ (بالإنجليزية). 285 (6345): 851–2. DOI:10.1136/BMJ.285.6345.851. ISSN:0959-8138. OCLC:9985460963. PMC:1499688. PMID:6811039. QID:Q24550786.
- Christopher H. Linden; Barry H. Rumack (1984). "Acetaminophen overdose". Emergency medicine clinics of North America (بالإنجليزية). 2 (1): 103–119. DOI:10.1016/S0733-8627(20)30837-3. ISSN:0733-8627. OCLC:115292626. PMID:6394298. QID:Q34258728.
- T. G. Mant; J. H. Tempowski; G. N. Volans; J. C. Talbot (1984). "Adverse reactions to acetylcysteine and effects of overdose". The BMJ (بالإنجليزية). 289 (6439): 217–219. DOI:10.1136/BMJ.289.6439.217. ISSN:0959-8138. OCLC:9986119412. PMC:1442311. PMID:6234965. QID:Q24543973.
- Francis P. Renzi; J. Ward Donovan; Thomas G. Martin; Morgan LeeRoy; Edward F. Harrison (1985). "Concomitant use of activated charcoal and N-acetylcysteine". Annals of Emergency Medicine (بالإنجليزية). 14 (6): 568–572. DOI:10.1016/S0196-0644(85)80781-2. ISSN:0196-0644. OCLC:4927446579. PMID:3994080. QID:Q34198231.
- Brent R. Ekins; Dawn C. Ford; Marietta I.B. Thompson; Robert R. Bridges; Douglas E. Rollins; R.D. Jenkins (1987). "The effect of activated charcoal on N-acetylcysteine absorption in normal subjects". The American Journal of Emergency Medicine (بالإنجليزية). 5 (6): 483–487. DOI:10.1016/0735-6757(87)90166-5. ISSN:0735-6757. OCLC:115748496. PMID:3663288. QID:Q34050408.
- John g. O’grady; Graeme j. M. Alexander; Karen m. Hayllar; Roger williams (1989). "Early indicators of prognosis in fulminant hepatic failure". Gastroenterology (بالإنجليزية). 97 (2): 439–45. DOI:10.1016/0016-5085(89)90081-4. ISSN:0016-5085. OCLC:117036507. PMID:2490426. QID:Q28241473.
- R. Keays; P. M. Harrison; J. A. Wendon; A. Forbes; C. Gove; G. J. Alexander; R. Williams (1991). "Intravenous acetylcysteine in paracetamol induced fulminant hepatic failure: a prospective controlled trial". The BMJ (بالإنجليزية). 303 (6809): 1026–9. DOI:10.1136/BMJ.303.6809.1026. ISSN:0959-8138. OCLC:117143747. PMC:1671790. PMID:1954453. QID:Q24674996.
- Jeffrey S. Crippin (1994). "Acetaminophen hepatotoxicity: potentiation by isoniazid". The American Journal of Gastroenterology (بالإنجليزية). 88 (4): 590–592. ISSN:0002-9270. OCLC:119006159. PMID:8470644. QID:Q34363116.
- L. M. Pereira; P. G. Langley; K. M. Hayllar; J. M. Tredger; R. Williams (1992). "Coagulation factor V and VIII/V ratio as predictors of outcome in paracetamol induced fulminant hepatic failure: relation to other prognostic indicators". Gut (بالإنجليزية). 33 (1): 98–102. DOI:10.1136/GUT.33.1.98. ISSN:0017-5749. OCLC:118834209. PMC:1373872. PMID:1740285. QID:Q24537746.
- Charles M. Nolan; Robert E. Sandblom; Kenneth E. Thummel; John T. Slattery (1994). "Hepatotoxicity associated with acetaminophen usage in patients receiving multiple drug therapy for tuberculosis". Chest (بالإنجليزية). 105 (2): 408–411. DOI:10.1378/CHEST.105.2.408. ISSN:0012-3692. OCLC:117570265. PMID:7508362. QID:Q34291085.
- Henry A. Spiller; Edward P. Krenzelok; Gregory A. Grande; Ellen F. Safir; James J. Diamond‖ (1994). "A prospective evaluation of the effect of activated charcoal before oral N-acetylcysteine in acetaminophen overdose". Annals of Emergency Medicine (بالإنجليزية). 23 (3): 519–523. DOI:10.1016/S0196-0644(94)70071-0. ISSN:0196-0644. OCLC:117921946. PMID:8135427. QID:Q34337710.
- Y. Dai; A. I. Cederbaum (1995). "Cytotoxicity of acetaminophen in human cytochrome P4502E1-transfected HepG2 cells". Journal of Pharmacology and Experimental Therapeutics (بالإنجليزية). 273 (3): 1497–1505. ISSN:0022-3565. OCLC:118684423. PMID:7791125. QID:Q34313850.
- Wilson K. Rumbeiha; Yu-Shang Lin; Frederick W. Oehme (1995). "Comparison of N-acetylcysteine and methylene blue, alone or in combination, for treatment of acetaminophen toxicosis in cats". American Journal of Veterinary Research (بالإنجليزية). 56 (11): 1529–1533. DOI:10.2460/AJVR.1995.56.11.1529. ISSN:0002-9645. OCLC:121401368. PMID:8585668. QID:Q34373556.
- Hyman J. Zimmerman; Willis Maddrey (1995). "Acetaminophen (paracetamol) hepatotoxicity with regular intake of alcohol: analysis of instances of therapeutic misadventure". Hepatology (بالإنجليزية). 22 (3): 767–773. DOI:10.1002/HEP.1840220312. ISSN:0270-9139. PMID:7657281. S2CID:24215641. QID:Q34303815.
- E. Bousquet; Agostino Marrazzo; G. Puglisi; A. Spadaro; S. Tirendi (1996). "Synthesis, physical properties, toxicological studies and bioavailability of L-pyroglutamic and L-glutamic acid esters of paracetamol as potentially useful prodrugs". Journal of Pharmacy and Pharmacology (بالإنجليزية). 48 (5): 479–485. DOI:10.1111/J.2042-7158.1996.TB05958.X. ISSN:0022-3573. OCLC:119464740. PMID:8799871. S2CID:38408242. QID:Q34396551.
- B. Bailey; M. A. McGuigan (1998). "Management of anaphylactoid reactions to intravenous N-acetylcysteine". Annals of Emergency Medicine (بالإنجليزية). 31 (6): 710–715. DOI:10.1016/S0196-0644(98)70229-X. ISSN:0196-0644. OCLC:118626264. PMID:9624310. QID:Q34471517.
- Nicholas A. Buckley; Ian M. Whyte; Dianne L. O'Connell; Andrew H. Dawson (1999). "Activated charcoal reduces the need for N-acetylcysteine treatment after acetaminophen (paracetamol) overdose". Journal of Toxicology: Clinical Toxicology (بالإنجليزية). 37 (6): 753–757. DOI:10.1081/CLT-100102452. ISSN:0731-3810. OCLC:117205472. PMID:10584587. QID:Q33882477.
- Nicholas A. Buckley; Ian M. Whyte; Dianne L. O'Connell; Andrew H. Dawson (1999). "Oral or intravenous N-acetylcysteine: which is the treatment of choice for acetaminophen (paracetamol) poisoning?". Journal of Toxicology: Clinical Toxicology (بالإنجليزية). 37 (6): 759–767. DOI:10.1081/CLT-100102453. ISSN:0731-3810. OCLC:117702540. PMID:10584588. QID:Q33882484.
- E. Garcion; L. Sindji; G. Leblondel; P. Brachet; F. Darcy (1999). "1,25-dihydroxyvitamin D3 regulates the synthesis of gamma-glutamyl transpeptidase and glutathione levels in rat primary astrocytes". Journal of Neurochemistry (بالإنجليزية). 73 (2): 859–866. DOI:10.1046/J.1471-4159.1999.0730859.X. ISSN:0022-3042. OCLC:5152961186. PMID:10428085. S2CID:29314065. QID:Q33869530.
- Brett Roth; Olga Woo; Paul Blanc (1999). "Early metabolic acidosis and coma after acetaminophen ingestion". Annals of Emergency Medicine (بالإنجليزية). 33 (4): 452–456. DOI:10.1016/S0196-0644(99)70312-4. ISSN:0196-0644. OCLC:119326414. PMID:10092726. QID:Q28372195.
- David Gunnell; Virginia Murray; Keith Hawton (2000). "Use of paracetamol (acetaminophen) for suicide and nonfatal poisoning: worldwide patterns of use and misuse". Suicide and Life-Threatening Behavior (بالإنجليزية). 30 (4): 313–326. DOI:10.1111/J.1943-278X.2000.TB01098.X. ISSN:0363-0234. OCLC:122148131. PMID:11210057. QID:Q33935111.
- Alison L. Jones (2000). "Recent advances in the management of late paracetamol poisoning". Emergency Medicine Australasia (بالإنجليزية). 12 (1): 14–21. DOI:10.1046/J.1442-2026.2000.00088.X. ISSN:1742-6731. OCLC:5155321646. QID:Q57311326.
- Jill A. Richardson (2000). "Management of Acetaminophen and Ibuprofen Toxicoses in Dogs and Cats". Journal of Veterinary Emergency and Critical Care (بالإنجليزية). 10 (4): 285–291. DOI:10.1111/J.1476-4431.2000.TB00013.X. ISSN:1479-3261. OCLC:5153346045. QID:Q56113561.
- Fathima Shihana; Paul Dargan; Andrew Dawson (2010). "A modified low-cost colorimetric method for paracetamol (acetaminophen) measurement in plasma". Clinical Toxicology (بالإنجليزية). 48 (1): 42–46. DOI:10.3109/15563650903443137. ISSN:1556-3650. OCLC:568042135. PMC:3145116. PMID:20095813. QID:Q35132289.
- Olga F. Woo; Paula D. Mueller; Kent R. Olson; Ilene B. Anderson; Susan Y. Kim (2000). "Shorter duration of oral N-acetylcysteine therapy for acute acetaminophen overdose". Annals of Emergency Medicine (بالإنجليزية). 35 (4): 363–368. DOI:10.1016/S0196-0644(00)70055-2. ISSN:0196-0644. OCLC:117702540. PMID:10736123. QID:Q33895827.
- Kathy Boutis (2001). "Nephrotoxicity after acute severe acetaminophen poisoning in adolescents". Journal of Toxicology: Clinical Toxicology (بالإنجليزية). 39 (5): 441–445. DOI:10.1081/CLT-100105413. ISSN:0731-3810. OCLC:117850904. PMID:11545233. S2CID:35456821. QID:Q34090297.
- M. Laffoy; E. Scallan; G. Byrne (2001). "Paracetamol availability and overdose in Ireland" (PDF). Irish Medical Journal (بالإنجليزية). 94 (7): 212–214. ISSN:0332-3102. OCLC:118865864. PMID:11693213. S2CID:29216577. QID:Q34100351.
- L. E. Schmidt; K. Dalhoff (2001). "Risk factors in the development of adverse reactions to N-acetylcysteine in patients with paracetamol poisoning". British Journal of Clinical Pharmacology (بالإنجليزية). 51 (1): 87–91. DOI:10.1046/J.1365-2125.2001.01305.X. ISSN:0306-5251. OCLC:5152895548. PMC:2014432. PMID:11167669. QID:Q24564978.
- Geoff Isbister; Ian Whyte; Andrew Dawson (2001). "Pediatric acetaminophen overdose". Journal of Toxicology: Clinical Toxicology (بالإنجليزية). 39 (2): 169–172. DOI:10.1081/CLT-100103834. ISSN:0731-3810. OCLC:120051177. PMID:11407504. S2CID:40144977. QID:Q43640903.
- S. D. Ryder; I. J. Beckingham (2001). "Other causes of parenchymal liver disease". The BMJ (بالإنجليزية). 322 (7281): 290–292. DOI:10.1136/BMJ.322.7281.290. ISSN:0959-8138. OCLC:5855949299. PMC:1119531. PMID:11157536. QID:Q131340130.
- A. V. Appelboam; P. I. Dargan; J. Knighton (2002). "Fatal anaphylactoid reaction to N-acetylcysteine: caution in patients with asthma". Emergency Medicine Journal (بالإنجليزية). 19 (6): 594–595. DOI:10.1136/EMJ.19.6.594. ISSN:1472-0205. OCLC:110658940. PMC:1756296. PMID:12421803. QID:Q24673070.
- William Bernal; Nora Donaldson; Duncan Wyncoll; Julia Wendon (2002). "Blood lactate as an early predictor of outcome in paracetamol-induced acute liver failure: a cohort study". The Lancet (بالإنجليزية). 359 (9306): 558–563. DOI:10.1016/S0140-6736(02)07743-7. ISSN:0140-6736. OCLC:121439807. PMID:11867109. QID:Q34116063.
- Nicholas A. Buckley; Jayasri Srinivasan (2002). "Should a lower treatment line be used when treating paracetamol poisoning in patients with chronic alcoholism?: a case for". Drug Safety (بالإنجليزية). 25 (9): 619–624. DOI:10.2165/00002018-200225090-00001. ISSN:0114-5916. PMID:12137556. S2CID:10343543. QID:Q34140851.
- Paul I. Dargan; Alison L. Jones (2002). "Should a lower treatment line be used when treating paracetamol poisoning in patients with chronic alcoholism?: a case against". Drug Safety (بالإنجليزية). 25 (9): 625–632. DOI:10.2165/00002018-200225090-00002. ISSN:0114-5916. OCLC:5660162940. PMID:12137557. S2CID:36470507. QID:Q34140857.
- Daniel Jaeck; Karim Boudjema; Maxime Audet; Marie-Pierre Chenard-Neu; Umberto Simeoni; Carole Meyer; Hiroshi Nakano; Philippe Wolf (2002). "Auxiliary partial orthotopic liver transplantation (APOLT) in the treatment of acute liver failure". Journal of Gastroenterology (بالإنجليزية). 37 Suppl 13: 88–91. DOI:10.1007/BF02990107. ISSN:0944-1174. OCLC:111896406. PMID:12109674. S2CID:21768850. QID:Q34137843.
- Alison Jones (2002). "Over-the-counter analgesics: a toxicology perspective". American Journal of Therapeutics (بالإنجليزية). 9 (3): 245–57. DOI:10.1097/00045391-200205000-00010. ISSN:1075-2765. OCLC:195491893. PMID:11941384. S2CID:25957761. QID:Q28192738.
- Lars E. Schmidt; Kim Dalhoff; Henrik Enghusen Poulsen (2002). "Acute versus chronic alcohol consumption in acetaminophen-induced hepatotoxicity". Hepatology (بالإنجليزية). 35 (4): 876–882. DOI:10.1053/JHEP.2002.32148. ISSN:0270-9139. OCLC:110375188. PMID:11915034. QID:Q34120596.
- C.L. Sheen; J.F. Dillon; D.N. Bateman; K.J. Simpson; T.M. MACDONALD (2002). "Paracetamol toxicity: epidemiology, prevention and costs to the health-care system". QJM: An International Journal of Medicine (بالإنجليزية). 95 (9): 609–619. DOI:10.1093/QJMED/95.9.609. ISSN:1460-2725. OCLC:112388245. PMID:12205339. QID:Q34146971.
- Didier Wion (2002). "New clues about vitamin D functions in the nervous system". Trends in Endocrinology and Metabolism (بالإنجليزية). 13 (3): 100–105. DOI:10.1016/S1043-2760(01)00547-1. ISSN:1043-2760. OCLC:4932699769. PMID:11893522. S2CID:19010892. QID:Q34118382.
- Walid Alsalim; Mohamed Fadel (2003). "Oral methionine compared with intravenous n-acetyl cysteine for paracetamol overdose". Emergency Medicine Journal (بالإنجليزية). 20 (4): 366–367. DOI:10.1136/EMJ.20.4.366. ISSN:1472-0205. PMC:1726135. PMID:12835357. QID:Q24671769.
- Paul I. Dargan; Alison L. Jones (2003). "Management of paracetamol poisoning". Trends in Pharmacological Sciences (بالإنجليزية). 24 (4): 154–157. DOI:10.1016/S0165-6147(03)00053-1. ISSN:0165-6147. OCLC:110325583. PMID:12706999. QID:Q34191939.
- B. Hughes; A. Durran; N. J. Langford; D. Mutimer (2003). "Paracetamol poisoning--impact of pack size restrictions". Journal of Clinical Pharmacy and Therapeutics (بالإنجليزية). 28 (4): 307–310. DOI:10.1046/J.1365-2710.2003.00497.X. ISSN:0269-4727. OCLC:5152647940. PMID:12911683. S2CID:29408778. QID:Q34221358.
- Dana Bartlett (2004). "Acetaminophen Toxicity". Journal of Emergency Nursing (بالإنجليزية). 30 (3): 281–283. DOI:10.1016/J.JEN.2004.01.023. ISSN:0099-1767. OCLC:111024873. PMID:15192687. QID:Q57311325.
- Frank F.S. Daly; Gerald F. O'Malley; Kennon Heard; Gregory M. Bogdan; Richard Dart (2004). "Prospective evaluation of repeated supratherapeutic acetaminophen (paracetamol) ingestion". Annals of Emergency Medicine (بالإنجليزية). 44 (4): 393–398. DOI:10.1016/J.ANNEMERGMED.2004.05.005. ISSN:0196-0644. OCLC:110472938. PMID:15459622. QID:Q34354904.
- William M. Lee (2004). "Acetaminophen and the U.S. Acute Liver Failure Study Group: lowering the risks of hepatic failure". Hepatology (بالإنجليزية). 40 (1): 6–9. DOI:10.1002/HEP.20293. ISSN:0270-9139. OCLC:111410456. PMID:15239078. S2CID:15485538. QID:Q34331677.
- J. A. Vale; K. Kulig (2004). "Position paper: gastric lavage". Journal of Toxicology: Clinical Toxicology (بالإنجليزية). 42 (7): 933–943. DOI:10.1081/CLT-200045006. ISSN:0731-3810. OCLC:111808164. PMID:15641639. S2CID:29957973. QID:Q33984295.
- Milton Tenenbein (2004). "Acetaminophen: the 150 mg/kg myth". Journal of Toxicology: Clinical Toxicology (بالإنجليزية). 42 (2): 145–148. DOI:10.1081/CLT-120030939. ISSN:0731-3810. OCLC:111218496. PMID:15214618. S2CID:29253361. QID:Q33979336.
- Nick Buckley; Michael Eddleston (2005). "Paracetamol (acetaminophen) poisoning". Clinical Evidence (بالإنجليزية) (14): 1738–1744. ISSN:1752-8526. OCLC:107481049. PMID:16620471. QID:Q83167220.
- Anne M. Larson; Julie Polson; Robert J. Fontana; et al. (2005). "Acetaminophen-induced acute liver failure: results of a United States multicenter, prospective study". Hepatology (بالإنجليزية). 42 (6): 1364–1372. DOI:10.1002/HEP.20948. ISSN:0270-9139. OCLC:106840593. PMID:16317692. QID:Q34471434.
- Richard C. Dart; Andrew R. Erdman; Kent R. Olson; et al. (2006). "Acetaminophen poisoning: an evidence-based consensus guideline for out-of-hospital management". Clinical Toxicology (بالإنجليزية). 44 (1): 1–18. DOI:10.1080/15563650500394571. ISSN:1556-3650. OCLC:108210665. PMID:16496488. QID:Q33993758.
- John P. Heptonstall (2006). "Time to make paracetamol with methionine available". The BMJ (بالإنجليزية). 332 (7544): 795. DOI:10.1136/BMJ.332.7544.795-B. ISSN:0959-8138. OCLC:108896320. PMC:1420701. PMID:16575097. QID:Q24541607.
- Michele Zell Kanter (2006). "Comparison of oral and i.v. acetylcysteine in the treatment of acetaminophen poisoning". American Journal of Health-System Pharmacy (بالإنجليزية). 63 (19): 1821–1827. DOI:10.2146/AJHP060050. ISSN:1079-2082. OCLC:110052808. PMID:16990628. QID:Q34567884.
- Navneet Kapur; Pauline Turnbull; David Gunnell; Sue Simkin; Kevin Mackway-Jones (2006). "The hospital management of fatal self-poisoning in industrialized countries: an opportunity for suicide prevention?". Suicide and Life-Threatening Behavior (بالإنجليزية). 36 (3): 302–312. DOI:10.1521/SULI.2006.36.3.302. ISSN:0363-0234. OCLC:425057556. PMID:16805658. QID:Q34542550.
- Paul B. Watkins; Neil Kaplowitz; John T. Slattery; Connie R. Colonese; Salvatore V. Colucci; Paul W. Stewart; Stephen C. Harris (2006). "Aminotransferase elevations in healthy adults receiving 4 grams of acetaminophen daily: a randomized controlled trial". The Journal of the American Medical Association (بالإنجليزية). 296 (1): 87–93. DOI:10.1001/JAMA.296.1.87. ISSN:0098-7484. OCLC:109897719. PMID:16820551. QID:Q34544702.
- William A. Bower; Matthew Johns; Harold S. Margolis; Ian T. Williams; Beth P. Bell (2007). "Population-based surveillance for acute liver failure". The American Journal of Gastroenterology (بالإنجليزية). 102 (11): 2459–2463. DOI:10.1111/J.1572-0241.2007.01388.X. ISSN:0002-9270. PMID:17608778. S2CID:9768605. QID:Q34645492.
- Richard C. Dart; Elise Bailey (2007). "Does therapeutic use of acetaminophen cause acute liver failure?". Pharmacotherapy (بالإنجليزية). 27 (9): 1219–1230. DOI:10.1592/PHCO.27.9.1219. ISSN:0277-0008. OCLC:5153022971. PMID:17723075. S2CID:10493231. QID:Q34667824.
- Leonard C. Hawkins; John N. Edwards; Paul I. Dargan (2007). "Impact of restricting paracetamol pack sizes on paracetamol poisoning in the United Kingdom: a review of the literature". Drug Safety (بالإنجليزية). 30 (6): 465–479. DOI:10.2165/00002018-200730060-00002. ISSN:0114-5916. OCLC:5660184004. PMID:17536874. S2CID:30068892. QID:Q28211791.
- V. A. Selvan; S. H. S. Calvert; G. Cavell; E. Glucksman; M. Kerins; J. Gonzalez (2007). "Weight-based N-acetylcysteine dosing chart to minimise the risk of calculation errors in prescribing and preparing N-acetylcysteine infusions for adults presenting with paracetamol overdose in the emergency department". Emergency Medicine Journal (بالإنجليزية). 24 (7): 482–4. DOI:10.1136/EMJ.2006.043141. ISSN:1472-0205. OCLC:145326163. PMC:2796160. PMID:17582039. QID:Q24655724.
- Henry A. Spiller; Tama S. Sawyer (2007). "Impact of activated charcoal after acute acetaminophen overdoses treated with N-acetylcysteine". Journal of Emergency Medicine (بالإنجليزية). 33 (2): 141–144. DOI:10.1016/J.JEMERMED.2007.02.016. ISSN:0736-4679. OCLC:5902826037. PMID:17692765. QID:Q34662053.
- Raj Vuppalanchi; Suthat Liangpunsakul; Naga Chalasani (2007). "Etiology of new-onset jaundice: how often is it caused by idiosyncratic drug-induced liver injury in the United States?". The American Journal of Gastroenterology (بالإنجليزية). 102 (3): 558–62. DOI:10.1111/J.1572-0241.2006.01019.X. ISSN:0002-9270. OCLC:110615395. PMID:17156142. QID:Q34588945.
- Frank F. S. Daly; John S. Fountain; Lindsay Murray; Andis Graudins; Nicholas A. Buckley (2008). "Guidelines for the management of paracetamol poisoning in Australia and New Zealand--explanation and elaboration. A consensus statement from clinical toxicologists consulting to the Australasian poisons information centres". Medical Journal of Australia (بالإنجليزية). 188 (5): 296–301. DOI:10.5694/J.1326-5377.2008.TB01625.X. ISSN:0025-729X. OCLC:264071981. PMID:18312195. QID:Q34010200.
- G.K.A. Ding; N.A. Buckley (2008). "Evidence and consequences of spectrum bias in studies of criteria for liver transplant in paracetamol hepatotoxicity". QJM: An International Journal of Medicine (بالإنجليزية). 101 (9): 723–729. DOI:10.1093/QJMED/HCN077. ISSN:1460-2725. OCLC:264723741. PMID:18606611. QID:Q34793181.
- Kennon J. Heard (2008). "Acetylcysteine for acetaminophen poisoning". The New England Journal of Medicine (بالإنجليزية). 359 (3): 285–92. DOI:10.1056/NEJMCT0708278. ISSN:0028-4793. OCLC:8286561808. PMC:2637612. PMID:18635433. QID:Q24656246.
- J. Peter A. Lodge; Dowmitra Dasgupta; K. Rajendra Prasad; et al. (2008). "Emergency subtotal hepatectomy: a new concept for acetaminophen-induced acute liver failure: temporary hepatic support by auxiliary orthotopic liver transplantation enables long-term success". Annals of Surgery (بالإنجليزية). 247 (2): 238–249. DOI:10.1097/SLA.0B013E31816401EC. ISSN:0003-4932. PMID:18216528. S2CID:9408710. QID:Q34740299.
- Linda J. Chun; Myron J. Tong; Ronald W. Busuttil; Jonathan R. Hiatt (2009). "Acetaminophen hepatotoxicity and acute liver failure". Journal of Clinical Gastroenterology (بالإنجليزية). 43 (4): 342–349. DOI:10.1097/MCG.0B013E31818A3854. ISSN:0192-0790. OCLC:317230750. PMID:19169150. QID:Q34657996.
- Evan S. Schwarz; Brian Cohn (2014). "Is intravenous acetylcysteine more effective than oral administration for the prevention of hepatotoxicity in acetaminophen overdose?". Annals of Emergency Medicine (بالإنجليزية). 63 (1): 79–80. DOI:10.1016/J.ANNEMERGMED.2013.07.002. ISSN:0196-0644. OCLC:5899877896. PMID:23927960. QID:Q34362766.
- Robert Camilleri (2015). "A meta-analysis of the reliability of the history in suspected poisoning". Journal of Emergency Medicine (بالإنجليزية). 48 (6): 679–684. DOI:10.1016/J.JEMERMED.2014.12.067. ISSN:0736-4679. OCLC:5837566625. PMID:25827782. QID:Q34469590.
- Robin E. Ferner; James W. Dear; D. Nicholas Bateman (2011). "Management of paracetamol poisoning". The BMJ (بالإنجليزية). 342: 1–9. DOI:10.1136/BMJ.D2218. ISSN:0959-8138. OCLC:9987526194. PMID:21508044. S2CID:5339635. QID:Q83915045.
- Angela L. Chiew; Christian Gluud; Nicholas A. Buckley (2018). "Interventions for paracetamol (acetaminophen) overdose". Cochrane Database of Systematic Reviews (بالإنجليزية). 2: CD003328. DOI:10.1002/14651858.CD003328.PUB3. ISSN:1469-493X. OCLC:7334420712. PMC:6491303. PMID:29473717. QID:Q50104614.
- Regan A. Baum; Jordan A. Woolum; Abby M. Bailey; et al. (2021). "Evaluation of Dosing Strategies of N-acetylcysteine for Acetaminophen Toxicity in Patients Greater than 100 Kilograms: Should the Dosage Cap Be Used?". Journal of Medical Toxicology (بالإنجليزية). 17 (3): 241–249. DOI:10.1007/S13181-021-00822-X. ISSN:1556-9039. OCLC:9012216202. PMC:8206426. PMID:33884558. QID:Q131419468.

الكتب
بالعربية
- هاني عبد القادر عمارة (2009)، السموم والمخدرات بين العلم والخيال، عَمَّان: دار زهران للنشر والتوزيع، OCLC:1402700384، QID:Q131431358
- عبد الله عمر القشيري (2011). الوصفة في العلاج بالتوابل والبهارات. ISBN:978-603-00-8104-2. QID:Q131431403.
- بن غولديكر (2017). شرور شركات الأدوية: فساد صناعة الدواء والسبيل إلى إصلاحه. ترجمة: محمد عبد الرحمن إسماعيل؛ هبة عبد العزيز غانم. مراجعة: مصطفى محمد فؤاد. مؤسسة هنداوي. ISBN:978-1-5273-1371-2. QID:Q131433039.

بالإنجليزية
- Tadataka Yamada, ed. (2009). Textbook of gastroenterology (بالإنجليزية) (5th ed.). Chichester: Wiley-Blackwell. ISBN:978-1-4051-6911-0. OCLC:1311975484. QID:Q131242422.
- Randall Clint Baselt (2011). Disposition of toxic drugs and chemicals in man (بالإنجليزية) (9th ed.). Seal Beach: Biomedical Publications. ISBN:978-0-9626523-8-7. OCLC:1319327194. QID:Q131398430.
- Jeremy Prout; Tanya Jones; Daniel Martin, eds. (2014). Advanced training in anaesthesia: the essential curriculum. Oxford higher specialty training (بالإنجليزية). Oxford: Oxford University Press. ISBN:978-0-19-151177-6. OCLC:875894406. QID:Q131241210.
- Andrew Webb; Derek Angus; Simon Finfer; Luciano Gattinoni; Mervyn Singer, eds. (2016). Oxford textbook of critical care (بالإنجليزية) (2nd ed.). Oxford: Oxford University Press. ISBN:978-0-19-960083-0. OCLC:954059445. QID:Q131231541.
- Fred F. Ferri (2017). Ferri's clinical advisor 2017: 5 books in 1 (بالإنجليزية). Philadelphia: Elsevier BV. ISBN:978-0-323-44838-3. OCLC:951677312. QID:Q131228835.
- David Woolley; Adam Woolley (2017). Practical toxicology: evaluation, prediction, and risk (بالإنجليزية) (3rd ed.). Boca Raton: CRC Press. DOI:10.1201/9781315157122. ISBN:978-1-4987-0930-9. OCLC:980333065. QID:Q131228685.